# Santos Laguna
Der Club Santos Laguna, auch bekannt als Santos Laguna oder kurz Santos, ist ein mexikanischer Fußballverein aus Torreón, Coahuila. Seit dem 11. November 2009 trägt Santos seine Partien im Estadio TSM Corona aus. Der sechsfache Meister spielt in der Liga MX, der höchsten Liga Mexikos.

## Geschichte
Nach der Saison 1981/82 erwarb das Instituto Mexicano del Seguro Social (IMSS), das Mexikanische Institut für Soziale Sicherheit, den soeben aus der zweitklassigen Segunda División abgestiegenen Verein Tuberos de Veracruz und verpflanzte ihn nach Santa Cruz Tlaxcala, Tlaxcala, wo das IMSS eine Ferienanlage namens La Trinidad unterhielt. Daher trat die neu formierte Mannschaft in der 
Saison 1982/83 der Segunda División 'B' unter der Bezeichnung Santos de la Trinidad an. Vor der darauffolgenden Saison 1983/84 wurde die Mannschaft nach Torreón, Coahuila, transferiert und erhielt den neuen Namen Santos Laguna. Dieser Name setzt sich aus der alten und neuen Heimat zusammen: Santos ist eine Ableitung nach der Bezeichnung für die Einwohner von Santa Cruz Tlaxcala und Laguna eine Bezeichnung nach der Comarca Lagunera; dem Landkreis, dessen Zentrum die Stadt Torreón bildet. Der Name „Laguna“ stammt von zwei – inzwischen ausgetrockneten – Lagunen der näheren Umgebung. Die Stadt Torreón bezeichnet sich selbst gerne als „Perla de la Laguna“ (die Perle der Lagune) und hat diesen Leitspruch auch in ihr Wappen integriert.
Nach einigen fehlgeschlagenen Versuchen, den Aufstieg in die höchste Spielklasse auf sportlichem Wege zu erreichen, erwarb der Club Santos Laguna die Lizenz der Angeles de Puebla, um in der Saison 1988/89 in der Primera División spielen zu dürfen.
Nachdem seine sportlichen Vorgänger aus der Stadt, der CF Laguna und der CF Torreón, ihre Erstligalizenzen nach einigen Jahren des Mitwirkens in der höchsten Spielklasse veräußert hatten, konnte sich der Club Santos Laguna in Nordmexiko – einer Region, in der sich Baseball und Basketball einer höheren Beliebtheit erfreuen als Fußball – durchsetzen und gehört seither zu einer beständigen Größe im mexikanischen Vereinsfußball und zum festen Bestandteil der Primera División.
Nachdem man am Saisonende 2006/07 nur knapp dem Abstieg entgangen ist, gewann die vom erfahrenen Trainer Daniel Guzmán geführte und mit Stars wie Oswaldo Sánchez, Fernando Arce, Daniel Ludueña und Cristian Benítez gespickte Mannschaft die Clausura 2008. Es war der dritte Meistertitel in der Vereinsgeschichte, dem in der Clausura 2012, der Clausura 2015 und der Clausura 2018 weitere Triumphe folgten.

## Erfolge
- Liga MX
  - Meister Invierno 1996, Verano 2001, Clausura 2008, Clausura 2012, Clausura 2015, Clausura 2018
  - Finalist 1993/1994, Verano 2000, Bicentenario 2010, Apertura 2010, Clausura 2020/21
- Copa México
  - Pokalsieger Apertura 2014
- InterLiga-Sieger 2004
- CONCACAF Champions League
  - Finalist 2011/12

## Die Meistermannschaften
- Invierno 1996: José Miguel, Olaf Heredia (Torhüter) – Ricardo Wagner da Souza, Pedro Muñoz, José Francisco Gabriel de Anda, José Guadalupe Rubio, Salvador Mariscal, Antonio González, Enrique Vizcarra (Verteidiger) – Nicolás Ramírez, Gabriel Caballero, Miguel España, Benjamín Galindo, Alberto „Guamerú“ García, Héctor Adomaitis, Jorge Rodríguez, Daniel Deeke, Saul Quiñones (Mittelfeldspieler), Jared Borgetti, Cristián Montecinos (Stürmer)

- Verano 2001: Adrián Martínez – Héctor Altamirano, Luis Romero, Héctor Lopez, Miguel Ángel Carreón, Jorge Alberto Campos, Miguel García Zúñiga, Enrique Vizcarra, Marco Cardona – Joaquín Reyes, Carlos Cariño, Johan Rodríguez, Carlos Augusto Gómes, Mariano Trujillo, Luis Fernando Soto – Rodrigo Ruiz, Jared Borgetti, Ignacio Vázquez

- Clausura 2008: Oswaldo Sánchez – Jorge Iván Estrada, Rafael Figueroa, Fernando Ortiz, Edgar Eduardo Castillo, Osmar Mares, Juan Pablo Santiago, Johnny García, Jorge Barrera – Juan Pablo Rodríguez, Fernando Arce, Francisco Torres, Walter Jiménez, Daniel Ludueña, Alberto Soto – Christian Benítez, Matías Vuoso, Oribe Peralta, Agustín Enrique Herrera

- Clausura 2012: Oswaldo Sánchez, Miguel Becerra – Jorge Iván Estrada, Aarón Galindo, Felipe Baloy, Osmar Mares, Rafael Figueroa, Santiago Abel Hoyos, José Antonio Olvera, Luis Alberto García – Rodolfo Salinas, Daniel Ludueña, Juan Pablo Rodríguez, Marc Crosas, Carlos Adrián Morales, César Alberto Ibáñez, Jaime Toledo, Jesús Armedáriz – Christián Suárez, Oribe Peralta, Carlos Darwin Quintero, Saúl Ramírez, Hérculez Gómez, Carlos Ochoa, Cándido Saúl Ramírez, Arnulfo González, Carlos Parra

- Clausura 2015: Agustín Marchesín, Julio José González – José Javier Abella, Carlos Izquierdoz, Adrián Aldrete, Oswaldo Alanís, Néstor Araujo – Diego Hernán González, Néstor Calderón, Jesús Molina, Rodolfo Salinas, Jesús Alonso Escoboza, Luis Ángel Mendoza, Sergio Seballos, Carlos Emilio Orrantía, Luis Alberto Lozoya, Ulises Rivas – Andres Yair Renteria, Djaniny, Javier Orozco, Edson Rivera

- Clausura 2018: Jonathan Orozco, Carlos Acevedo – José Abella, Jorge Sánchez, Néstor Araujo, Jorge Villafaña, Jesús Angulo, Gerardo Alcoba, Gerardo Arteaga, Carlos Izquierdoz – Diego de Buen, Osvaldo Martínez, Brian Lozano, David Andrade, Jesús Isijara, Edwuin Cetré, Ulises Rivas, José Juan Vázquez – Julio Furch, Jonathan Javier Rodríguez, Djaniny, Cris Martínez, Ulises Dávila, Bryan Rabello, Javier Cortés

## Bekannte Spieler
- Héctor Adomaitis
- Héctor Altamirano
- Antonio Apud
- Christian Benítez
- Jared Borgetti
- Gabriel Caballero
- Mauro Camoranesi
- Eugenio Dolmo Flores
- Miguel España
- Juan Antonio Flores Barrera
- Benjamín Galindo
- Daniel Guzmán
- Edison Méndez
- José Miguel
- Cristián Montecinos
- Pedro Muñoz
- Oribe Peralta
- Ramón Ramírez
- Johan Rodríguez
- Jorge Rodríguez
- Oswaldo Sánchez

## Trainer
- siehe Liste der Trainer von Santos Laguna

## Prominente Fans
Zu den bekanntesten Fans des Vereins zählen unter anderem:
- Raquel Garza, Schauspielerin[7]
- Marisol González, Reporterin und Model[8]
- Hiromi Hayakawa, Sängerin und Schauspielerin[9]
- Raúl Méndez, Schauspieler[10]
- Pablo Montero, Sänger[11]
- Cynthia Rodríguez, Sängerin[12]